# 青春ラブレター 〜30th Celebration Best〜
『青春ラブレター 〜30th Celebration Best〜』（せいしゅんラブレター サーティース・セレブレーション・ベスト）は、2014年4月30日にソニー・ミュージックレーベルズ（エピックレコードジャパンレーベル）から発売されたの菊池桃子のセルフカバー・ベストアルバム。

## 概要
全曲が新録音となるセルフカバー・ベストアルバム。このアルバムのために書き下ろされた「青春ラブレター」が新規収録される。

## 収録曲
1. 青春のいじわる
（作詞：秋元康　作曲：林哲司　編曲：杉山清貴）
2. SUMMER EYES
（作詞：秋元康　作曲：林哲司　編曲：鳥山雄司）
3. 雪にかいたLOVE LETTER
（作詞：秋元康　作曲：林哲司　編曲：西川進）
4. 卒業-GRADUATION-
（作詞：秋元康　作曲：林哲司　編曲：杉山清貴）
5. BOYのテーマ
（作詞：秋元康　作曲：林哲司　編曲：鳥山雄司）
6. もう逢えないかもしれない
（作詞：康珍化　作曲：林哲司　編曲：杉山清貴）
7. Broken Sunset
（作詞：有川正沙子　作曲：林哲司　編曲：小倉博和）
8. 夏色片想い 
（作詞：有川正沙子　作曲：林哲司　編曲：宅見将典）
9. Say Yes!
（作詞：売野雅勇　作曲：林哲司　編曲：西川進）
10. Ocean Side
（作詞：青木久美子　作曲：林哲司　編曲：小倉博和）
11. 青春ラブレター
（作詞：鈴木おさむ　作曲：つんく　編曲：平田祥一郎）